# 2014-es labdarúgó-világbajnokság-selejtező (OFC)
A 2014-es labdarúgó-világbajnokság óceániai selejtező mérkőzéseit 2011-től 2013-ig játszották le. Összesen 11 válogatott vett részt a selejtezőn.

## A selejtező lebonyolítása
Az első fordulóban a kiemelés szerinti négy legalacsonyabb helyezéssel rendelkező csapat vett részt. A négy csapat egyetlen csoportot alkotott, amelyben körmérkőzéses rendszerben mérkőztek meg egymással. A csoport első helyezettje jutott a második fordulóba. Az első forduló a 2012-es OFC-nemzetek kupájának selejtezője is volt egyben.
A második fordulóban a kiemelés szerinti hét legjobb helyezéssel rendelkező csapat, valamint az első forduló továbbjutója vett részt. A második forduló a 2012-es OFC-nemzetek kupájának csoportköre is volt egyben. A nyolc csapat két darab négyes csoportot alkotott, amelyben a csapatok körmérkőzéses rendszerben mérkőztek meg egymással. A négy elődöntős csapat jutott a harmadik fordulóba.
A harmadik fordulóban a második forduló négy továbbjutója vett részt. A csapatok egyetlen csoportot alkottak, amelyben oda-visszavágós, körmérkőzéses rendszerben mérkőztek meg egymással. A csoport első helyezettje interkontinentális pótselejtezőn vett részt. A pótselejtezőn az ellenfél az ázsiai ötödik, a dél-amerikai ötödik, az észak-amerikai negyedik helyezett lehet. A párosításokat sorsolással döntötték el. Eszerint az óceániai zóna győztesének ellenfele az észak-amerikai zóna negyedik helyezettje volt. A párosítás győztese jutott ki 2014-es labdarúgó-világbajnokságra, a vesztes kiesik.

## Kiemelés
A selejtezők kiemelésének listáját a 2011. júliusi FIFA-világranglista alapján végezték.
A csapatok a következők szerint vettek részt a selejtezőn:
- Az 1–7. helyezettek az első fordulóban nem vettek részt, csak a második fordulóban kapcsolódtak be.
- A 8–11. helyezettek már az első fordulóban részt vettek.

| Kiemelve a második fordulóba (1–7. helyezettek)                                                             | Az első forduló résztvevői (8–11. helyezettek)         |
| --- | ------------------------------------------------------ |
| 1. Új-Zéland 2. Fidzsi-szigetek 3. Új-Kaledónia 4. Vanuatu 5. Salamon-szigetek 6. Tahiti 7. Pápua Új-Guinea | 1. Szamoa 2. Tonga 3. Cook-szigetek 4. Amerikai Szamoa |

## Első forduló
Az első fordulóban a kiemelési rangsor 8–11. helyezettjei vettek részt. A négy csapat egyetlen csoportot alkotott, mindegyik csapat csak egyszer játszott a másik három válogatottal. A győztes jutott tovább a második fordulóba, azaz az OFC-nemzetek kupájára.
A mérkőzéseket 2011. november 21–26. között játsszák le.
| Színmagyarázat                                                                                                |
| --- |
| A csoport első helyezettje továbbjutott a második fordulóba, amely a 2012-es OFC-nemzetek kupája csoportköre. |
| A csoport 2–4. helyezettjei kiestek.                                                                          |

| Csapat          | M | Gy | D | V | Rg | Kg | Gk | P |
| --------------- | - | -- | - | - | -- | -- | -- | - |
| Szamoa          | 3 | 2  | 1 | 0 | 5  | 3  | +2 | 7 |
| Tonga           | 3 | 1  | 1 | 1 | 4  | 4  | 0  | 4 |
| Amerikai Szamoa | 3 | 1  | 1 | 1 | 3  | 3  | 0  | 4 |
| Cook-szigetek   | 3 | 0  | 1 | 2 | 4  | 6  | –2 | 1 |

## Második forduló
A második fordulóban a kiemelési rangsor 1–7. helyezettjei, valamint az első forduló továbbjutója vesz részt. A második forduló a 2012-es OFC-nemzetek kupájának csoportköre is volt egyben. A nyolc csapat két darab négyes csoportot alkotott, amelyben a csapatok körmérkőzéses rendszerben mérkőztek meg egymással. A két csoport első két helyezettje jutott tovább a harmadik fordulóba. (Az OFC-nemzetek kupáján a két csoport első két helyezettje az elődöntőbe jutott.) A mérkőzéseket 2012. június 1–6. között játszották le.
A csoport
| Hely. | Csapat       | M | Gy | D | V | G+ | G– | Gk  | P | Továbbjutás                                                                        |
| ----- | ------------ | - | -- | - | - | -- | -- | --- | - | ---------------------------------------------------------------------------------- |
| 1.    | Tahiti       | 3 | 3  | 0 | 0 | 18 | 5  | +13 | 9 | Továbbjutott az egyenes kieséses szakaszba és az óceániai selejtező 3. fordulójába |
| 2.    | Új-Kaledónia | 3 | 2  | 0 | 1 | 17 | 6  | +11 | 6 | Továbbjutott az egyenes kieséses szakaszba és az óceániai selejtező 3. fordulójába |
| 3.    | Vanuatu      | 3 | 1  | 0 | 2 | 8  | 9  | −1  | 3 |                                                                                    |
| 4.    | Szamoa       | 3 | 0  | 0 | 3 | 1  | 24 | −23 | 0 |                                                                                    |

B csoport
| Hely. | Csapat           | M | Gy | D | V | G+ | G– | Gk | P | Továbbjutás                                                                        |
| ----- | ---------------- | - | -- | - | - | -- | -- | -- | - | ---------------------------------------------------------------------------------- |
| 1.    | Új-Zéland        | 3 | 2  | 1 | 0 | 4  | 2  | +2 | 7 | Továbbjutott az egyenes kieséses szakaszba és az óceániai selejtező 3. fordulójába |
| 2.    | Salamon-szigetek | 3 | 1  | 2 | 0 | 2  | 1  | +1 | 5 | Továbbjutott az egyenes kieséses szakaszba és az óceániai selejtező 3. fordulójába |
| 3.    | Fidzsi-szigetek  | 3 | 0  | 2 | 1 | 1  | 2  | −1 | 2 |                                                                                    |
| 4.    | Pápua Új-Guinea  | 3 | 0  | 1 | 2 | 2  | 4  | −2 | 1 |                                                                                    |

## Harmadik forduló
A harmadik fordulóban a második forduló négy továbbjutója vett részt. A csapatok egyetlen csoportot alkottak, amelyben oda-visszavágós, körmérkőzéses rendszerben mérkőztek meg egymással. A mérkőzéseket 2012. szeptember 7-e és 2013. március 26-a között játszották. A csoport első helyezettje részt vesz az interkontinentális pótselejtezőn.
Ez a lebonyolítási forma eltér a 2010-es világbajnokság selejtezőjétől. A 2010-es világbajnokság selejtezőjében az OFC-nemzetek kupája győztese az interkontinentális pótselejtezőn, valamint a selejtezőt követően a konföderációs kupán is részt vehetett. A 2014-es selejtezőn az OFC-nemzetek kupája győztese és az interkontinentális pótselejtezőn részt vevő csapat különböző is lehet.
A fordulóban részt vevő csapatok kiléte 2012. június 6-án, a második forduló befejezésével derült ki.
| Csapat           | M | Gy | D | V | Rg | Kg | Gk  | P  |
| ---------------- | - | -- | - | - | -- | -- | --- | -- |
| Új-Zéland        | 6 | 6  | 0 | 0 | 17 | 2  | +15 | 18 |
| Új-Kaledónia     | 6 | 4  | 0 | 2 | 17 | 6  | +11 | 12 |
| Tahiti           | 6 | 1  | 0 | 5 | 2  | 12 | –10 | 3  |
| Salamon-szigetek | 6 | 1  | 0 | 5 | 5  | 21 | –16 | 3  |

## Interkontinentális pótselejtező
Az óceániai selejtező győztesének interkontinentális pótselejtezőt kellett játszania. A párosításról sorsolás döntött, melyet 2011. július 30-án tartottak Rio de Janeiroban. Az óceániai selejtező győztese az észak-amerikai negyedik helyezett csapattal játszott. A párosítás győztese kijutott 2014-es labdarúgó-világbajnokságra.
| 1. csapat | Össz.Tooltip Aggregate score | 2. csapat | 1. mérk. | 2. mérk. |
| --------- | ---------------------------- | --------- | -------- | -------- |
| Mexikó    | 9–3                          | Új-Zéland | 5–1      | 4–2      |